# Aplicación de Google Chrome
Una aplicación de Google Chrome, o comúnmente llamado como aplicación de Chrome, es una aplicación web que se ejecuta en el navegador web Google Chrome . Las aplicaciones de Chrome se pueden obtener en Chrome Web Store, donde se pueden instalar o comprar aplicaciones, extensiones y temas. Hay dos tipos de aplicaciones, alojadas y empaquetadas, que tienen diferentes ubicaciones de sus ejecutables y están destinadas a diferentes casos de uso.
El 19 de agosto de 2016, Google anunció que comenzaría a eliminar las aplicaciones de Chrome para Windows, Mac y Linux (tanto empaquetadas como alojadas) a fines de 2016, finalizando el proceso a principios de 2018. La compañía dijo que, sin embargo, estas aplicaciones seguirán siendo compatibles y mantenidas en Chrome OS «en el futuro previsible».
El 15 de enero de 2020 Google anunció que las aplicaciones de Chrome dejarán de tener soporte en todos los sistema operativos en el transcurso de 2020, sin embargo, con soporte para Chrome OS seguirá disponible hasta el junio de 2021.

## Tipos de aplicaciones
Las aplicaciones de Chrome se pueden alojar o empaquetar. Las aplicaciones alojadas tienen sus páginas web en segundo plano en un servidor remoto y la aplicación actúa como un marcador o un acceso directo, mientras que las aplicaciones empaquetadas tienen una funcionalidad fuera de línea que hace uso del almacenamiento local. 

### Aplicaciones empaquetadas
Las aplicaciones empaquetadas se lanzaron el 5 de septiembre de 2013. Tienen características muy similares a las de una aplicación de escritorio nativa y se pueden usar sin conexión (por defecto), pueden interactuar con dispositivos de hardware y pueden acceder al almacenamiento local. Las aplicaciones empaquetadas no se limitan a la interfaz normal de Chrome y pueden mostrarse como una ventana clásico con elementos de interfaz de usuario del sistema operativo.   

### Aplicaciones alojadas
Las aplicaciones alojadas han sido los primeros tipo de aplicación de Chrome. Contienen un solo archivo de manifiesto que contiene la URL e información adicional sobre la aplicación. Las aplicaciones alojadas suelen estar fuera de línea y están sujetas a restricciones de seguridad de páginas web habituales.